# Yoann Bagot
Yoann Bagot (Auvignan, Francia, 6 de septiembre de 1987) es un ciclista francés que fue profesional entre 2011 y 2019.
Es hijo del ex ciclista profesional Jean-Claude Bagot, profesional entre 1983 y 1996.

## Biografía
Debutó como profesional en el equipo Crédit Agricole a finales de 2007. En 2008 pasó al equipo amateur del VC La Pomme Marseille, en el que permaneció hasta 2010. En 2011 fichó por el equipo profesional del Cofidis, le Crédit en Ligne de categoría Profesional Continental, en el que permaneció hasta 2017. En 2018 firmó con el Vital Concept Cycling Club, equipo en el que permaneció hasta su retirada en 2019.

## Palmarés
2010 (como amateur)
- Paris-Mantes-en-Yvelines

2013
- Tour de Gévaudan Languedoc-Roussillon, más 1 etapa

## Resultados en Grandes Vueltas
| Carrera | Carrera         | 2011  | 2012 | 2013 | 2014  | 2015 | 2016 | 2017 | 2018 | 2019 |
| ------- | --------------- | ----- | ---- | ---- | ----- | ---- | ---- | ---- | ---- | ---- |
|         | Giro de Italia  | —     | —    | —    | —     | —    | —    | —    | —    | —    |
|         | Tour de Francia | —     | —    | Ab.  | —     | —    | —    | —    | —    | —    |
|         | Vuelta a España | 116.º | Ab.  | 21.º | 119.º | 98.º | Ab.  | —    | —    | —    |

—: no participa

Ab.: abandono

## Equipos
- Crédit Agricole (2007[2])
- Vélo-Club La Pomme Marseille (amateur) (2008-2010)
- Cofidis (2010[2]-2017)
  - Cofidis, le Crédit en Ligne (2010-2012)
  - Cofidis, Solutions Crédits (2013-2017)
- Vital Concept (2018-2019)
  - Vital Concept Cycling Club (2018)
  - Vital Concept-B&B Hotels (2019)